# Soul Kitchen (The Doors)
Soul Kitchen è una canzone del gruppo musicale The Doors, pubblicata nel 1967 nell’omonimo album.
Il testo, scritto dal frontman Jim Morrison, farebbero riferimento ad un ristorante di soul food a Los Angeles, chiamato Olivia’s. Alcuni versi farebbero ad esperienze dell’autore in cui, a tarda notte non volesse abbandonare il locale, sia stata cacciato con la forza, (Let me sleep in your soul Kitchen/ Lasciami dormire nella tua cucina delle anime). Tutta la canzone è, dunque, un tributo a quel locale da parte del Frontman.

## Descrizione
La canzone è composta con la tonalità di la maggiore, e con l'estensione vocale di Jim Morrison che va da mi4 a la5. Come tutte le tracce del primo album, la composizione del brano è stata attribuita ad ogni membro della band.
Il testo della canzone è stato scritto da Jim Morrison, nell'estate del 1965. Dal punto di vista musicale, il pezzo è stato composto in gran parte dal chitarrista Robby Krieger, che sulla scrittura del brano fu influenzato dal cantante soul James Brown. Affermò che voleva simulare una sua tipica sezione di fiati, con un riff di chitarra che si sente dappertutto. Il giornalista Stephen Davis la definisce una traccia hard rock, mentre Gillian G. Gaar funk-blues rock.

## Accoglienza
In un articolo del 1967 sulla rivista Crawdaddy! il critico musicale David Fricke ha notato che con il "funk nitido" di "Soul Kitchen", i Doors "hanno perfezionato una risoluzione ermetica della loro abilità dal vivo".

## Formazione
The Doors
Jim Morrison: voce
Robby Krieger: chitarra, basso
Ray Manzarek: organo Vox Continental, tastiera-basso
John Densmore: batteria, percussioni
Altri musicisti
Larry Knechtel – basso